# Burhan Budai Shan
Burhan Budai Shan (kinesiska: 布尔汗步达山) är en bergskedja i Kina. Den ligger i provinsen Qinghai, i den nordvästra delen av landet, omkring 410 kilometer väster om provinshuvudstaden Xining.
Genomsnittlig årsnederbörd är 388 millimeter. Den regnigaste månaden är juli, med i genomsnitt 98 mm nederbörd, och den torraste är december, med 3 mm nederbörd.